# Ctenucha
Ctenucha är ett släkte av fjärilar. Ctenucha ingår i familjen björnspinnare.

## Bildgalleri

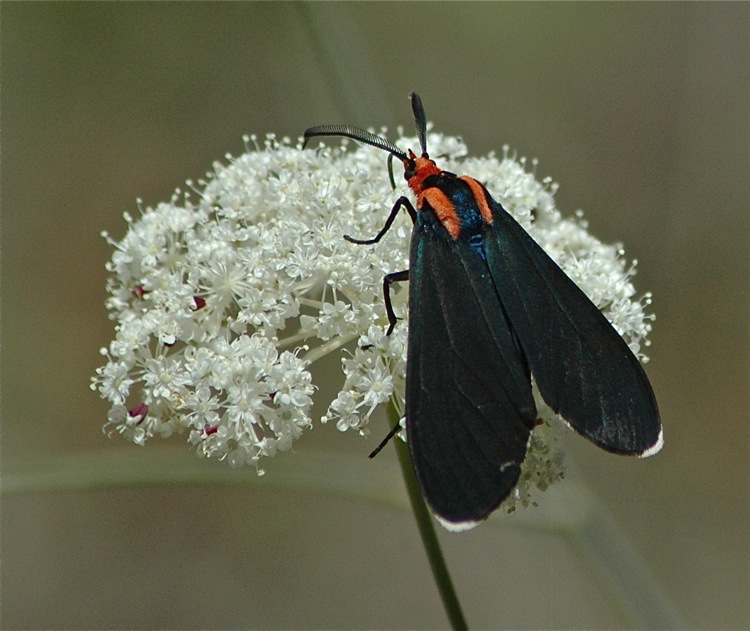

## Dottertaxa tillCtenucha, i alfabetisk ordning[1]
- Ctenucha abbreviata
- Ctenucha affinis
- Ctenucha albipars
- Ctenucha albolineata
- Ctenucha andrei
- Ctenucha annulata
- Ctenucha argentiniana
- Ctenucha augusta
- Ctenucha aymara
- Ctenucha biformis
- Ctenucha braganza
- Ctenucha bruneri
- Ctenucha brunnea
- Ctenucha cajonata
- Ctenucha chreovenata
- Ctenucha circe
- Ctenucha clavia
- Ctenucha corvina
- Ctenucha cressonana
- Ctenucha cyaniris
- Ctenucha devisum
- Ctenucha ecuadorica
- Ctenucha editha
- Ctenucha fosteri
- Ctenucha garleppi
- Ctenucha hilliana
- Ctenucha jonesi
- Ctenucha lativitta
- Ctenucha latreilliana
- Ctenucha lutea
- Ctenucha luteoscapus
- Ctenucha manuela
- Ctenucha marita
- Ctenucha mennisata
- Ctenucha mortia
- Ctenucha multifaria
- Ctenucha nana
- Ctenucha nantana
- Ctenucha nivosa
- Ctenucha obscurata
- Ctenucha ochroscapus
- Ctenucha palmeira
- Ctenucha peruviana
- Ctenucha pohli
- Ctenucha popayana
- Ctenucha projecta
- Ctenucha pylotis
- Ctenucha reducta
- Ctenucha reductana
- Ctenucha reductella
- Ctenucha refulgens
- Ctenucha reimoseri
- Ctenucha rubicunda
- Ctenucha rubroscapa
- Ctenucha rubrovenata
- Ctenucha ruficeps
- Ctenucha sanguinaria
- Ctenucha schausi
- Ctenucha semistria
- Ctenucha signata
- Ctenucha subsemistria
- Ctenucha tapajoza
- Ctenucha tigrina
- Ctenucha togata
- Ctenucha tucumana
- Ctenucha walsinghami
- Ctenucha venosa
- Ctenucha virginica
- Ctenucha vittigerum